# Philippe Bourret
Philippe Bourret (ur. 24 kwietnia 1979 w Lachute) – kanadyjski badmintonista.
Wraz z Denyse Julien brał udział w igrzyskach olimpijskich w Atenach w grze mieszanej – odpadł w 1/16 finału.